# 默里迪恩特設鎮區
默里迪恩特設鎮區（英語：Meridian Charter Township）是位於美國密西根州英厄姆縣的一個特設鎮區。

## 地方資料
默里迪恩特設鎮區的面積為81.80平方千米，當中陸地面積為79.00平方千米，而水域面積為2.80平方千米。根據2020年美國人口普查的數據，當地共有人口43916人，而人口密度為每平方千米536.87人。